# Gauliga Ostpreußen 1944/45
De Gauliga Ostpreußen 1944/45 was het twaalfde en laatste voetbalkampioenschap van de Gauliga Ostpreußen. Er werden slechts een handvol wedstrijden gespeeld en het seizoen werd niet voltooid. Königsberg, ooit de fiere hoofdstad van Oost-Pruisen werd eind augustus 1944 door bombardementen van de kaart geveegd. 
Na de Tweede Wereldoorlog verloor Duitsland Oost-Pruisen, dat opgedeeld werd tussen Polen en Rusland. Alle clubs verdwenen voor altijd. 

## Eindstand
| Plaats | Club                          | Wed. | W | G | V | Saldo | Ptn. |
| ------ | ----------------------------- | ---- | - | - | - | ----- | ---- |
| 1.     | VfB Königsberg                | 6    | 3 | 0 | 3 | 22:22 | 6:6  |
| 2.     | SV Contienen Königsberg       | 3    | 2 | 1 | 0 | 13:5  | 5:1  |
| 3.     | Rastenburger SV 08            | 3    | 2 | 1 | 0 | 12:6  | 5:1  |
| 4.     | MTV Ponarth                   | 2    | 1 | 0 | 1 | 5:4   | 2:2  |
| 5.     | VfL Pillau                    | 2    | 1 | 0 | 1 | 7:12  | 2:2  |
| 6.     | SV Prussia-Samland Königsberg | 4    | 1 | 0 | 3 | 6:13  | 2:6  |
| 7.     | Stadtmannschaft Rastenburg    | 0    | 0 | 0 | 0 | 0:0   | 0:0  |
| 8.     | VfL Braunsberg                | 2    | 0 | 0 | 2 | 2:5   | 0:4  |